# 沈恩湛
沈恩湛，清朝人，是一名清朝政治人物。
沈恩湛曾于1904年接替孙传桢署理上海县知县一职，1906年由王念祖接任。